# Вулих, Борис Захарович
Борис Захарович Вулих (13 [26] февраля 1913, Санкт-Петербург — 1 сентября 1978, Ленинград) — советский математик, специалист в области функционального анализа. Ученик Г. М. Фихтенгольца. Профессор Ленинградского педагогического института и Ленинградского университета. Автор известных учебников по теории функций вещественной переменной и функциональному анализу.

## Биография
Борис Захарович Вулих родился 13 (26) февраля 1913 года в Петербурге. В их семье преподавание математики было традицией: дед Захар Борисович Вулих преподавал в Царскосельском лицее, отец Захар Захарович Вулих — в Педагогическом институте.
Б. З. Вулих окончил математико-механический факультет Ленинградского университета (1936), аспирантуру там же (1938). После защиты написанной под руководством Г. М. Фихтенгольца кандидатской диссертации (1938) преподавал в Ленинградском педагогическом институте.
В 1941—1942 гг. Б. З. Вулих воевал на Ленинградском фронте, затем преподавал в военных учебных заведениях. В 1945 году защитил докторскую диссертацию. В 1947—1957 гг. был заведующим кафедрой математики Военно-морской академии им. А. Н. Крылова.
В 1957 г. Б. З. Вулих решил закончить свою военную карьеру и вернулся в Ленинградский педагогический институт, где заведовал кафедрой математического анализа.
С 1963 года и до конца жизни Б. З. Вулих заведовал кафедрой математического анализа ЛГУ. Руководил созданным им в 50-х годах семинаром по теории полуупорядоченных пространств, широко известном в среде ленинградских математиков.
Жена — филолог-антиковед Вулих, Наталия Васильевна, дочь — Елена.

### Научная работа
Первые научные работы Б. З. Вулиха относятся к модной в середине 1930-х годов дескриптивной теории функций. Однако вскоре он заинтересовался функциональным анализом, в частности, созданной в это время Л. В. Канторовичем теорией линейных упорядоченных пространств. Большой цикл исследований Б. З. Вулиха посвящён вопросу об аналитическом представлении различных классов операторов и функционалов.
Ему принадлежит концепция «K-нормированного пространства», где числовая норма приписывается не только отдельным элементам, но и их «комплексам». Такая норма позволила описать в классических функциональных пространствах виды сходимости, отличные от сходимости по норме.
Однако наиболее известны работы Б. З. Вулиха по теории реализации векторных решёток. Представление векторной решётки в виде пространства непрерывных функций воспринимается сейчас как основа этой области функционального анализа. Складывалась же теория реализации из работ математиков разных стран, работавших независимо и даже разобщённо вследствие начавшейся второй мировой войны. В СССР эта теория была фактически создана Б. З. Вулихом.
Также Б. З. Вулих занимался теорией самосопряженных операторов, геометрией конусов, теорией частичных умножений в векторных решётках (частичные умножения он стал изучать до того, как они появились в общей алгебре), и многими другими вопросами.

### Научные труды
- Вулих Б. З. Введение в функциональный анализ. — М.: Физматгиз, 1958. — 352 с.; 2-е издание, перераб. и. доп. — М.: Наука, 1967. — 415 с.
- Канторович Л. В., Вулих Б. З, Пинскер А. Г. Функциональный анализ в полуупорядоченных пространствах. — М.-Л.: Гостехиздат, 1950. — 548 с.
- Вулих Б. З. Краткий курс теории функций вещественной переменной. Введение в теорию интеграла. — М.: Наука, 1965. — 304 с.; 2-е из., перераб. — М.: Наука, 1973. — 350 с.
- Вулих Б. З. Специальные вопросы геометрии конусов в нормированных пространствах: Учебное пособие. — Калинин: Калининский ун-т, 1978. — 84 с.